# 2002–2003-as UEFA-bajnokok ligája (csoportkör)
A 2002–2003-as UEFA-bajnokok ligája csoportkörének mérkőzéseit 2002. szeptember 17. és november 13. között játszották le.
A csoportkörben 32 csapat vett részt, a sorsoláskor nyolc darab négycsapatos csoportot képeztek. A csoportokban a csapatok körmérkőzéses, oda-visszavágós rendszerben mérkőztek meg egymással. A csoportok első  két helyezettje a második csoportkörbe jutott. A harmadik helyezettek az UEFA-kupa harmadik fordulójába kerültek. A negyedik helyezettek kiestek.

## Sorsolás
A sorsolás előtt a csapatokat négy darab nyolccsapatos kalapba sorolták az úgynevezett UEFA-együtthatójuk sorrendjében. A címvédő Real Madrid automatikusan az 1. kalapba került, az első sorszámú kiemeltként. Minden kalapból minden csoportba egy-egy csapatot sorsoltak. Egy csoportba nem kerülhetett két azonos nemzetiségű csapat.
| Csapat                | Együttható | Kalap |
| --------------------- | ---------- | ----- |
| Real Madrid (címvédő) | 147,223    | 1     |
| Bayern München        | 133,495    | 1     |
| FC Barcelona          | 116,233    | 1     |
| Manchester United     | 111,899    | 1     |
| Valencia CF           | 106,233    | 1     |
| Juventus              | 91,334     | 1     |
| Arsenal               | 90,729     | 1     |
| Internazionale        | 88,334     | 1     |
| Deportivo La Coruña   | 82,233     | 2     |
| Bayer Leverkusen      | 81,495     | 2     |
| Liverpool FC          | 79,729     | 2     |
| Galatasaray SK        | 78,362     | 2     |
| AS Roma               | 77,334     | 2     |
| Olympique Lyonnais    | 74,176     | 2     |
| Borussia Dortmund     | 73,495     | 2     |
| Feyenoord             | 70,082     | 2     |

| Csapat             | Együttható | Kalap |
| ------------------ | ---------- | ----- |
| AC Milan           | 69,334     | 3     |
| PSV Eindhoven      | 63,082     | 3     |
| Dinamo Kijiv       | 59,979     | 3     |
| Szpartak Moszkva   | 59,645     | 3     |
| Lokomotyiv Moszkva | 57,645     | 3     |
| Olimbiakósz        | 55,058     | 3     |
| AÉK                | 52,058     | 3     |
| Ajax               | 48,082     | 3     |
| Rosenborg          | 47,737     | 4     |
| RC Lens            | 44,176     | 4     |
| Newcastle United   | 43,729     | 4     |
| Club Brugge        | 41,762     | 4     |
| AJ Auxerre         | 32,176     | 4     |
| KRC Genk           | 21,762     | 4     |
| Makkabi Haifa      | 18,666     | 4     |
| FC Basel           | 14,312     | 4     |

## Csoportok

### Sorrend meghatározása
Ha két vagy több csapat a csoportmérkőzések után azonos pontszámmal állt, az alábbiak alapján kellett meghatározni a sorrendet:
1. az azonosan álló csapatok mérkőzésein szerzett több pont
2. az azonosan álló csapatok mérkőzésein elért jobb gólkülönbség
3. az azonosan álló csapatok mérkőzésein idegenben szerzett több gól
4. az összes mérkőzésen elért jobb gólkülönbség
5. az összes mérkőzésen szerzett több gól
6. az azonosan álló csapatok és nemzeti szövetségük jobb UEFA-együtthatója az előző öt évben

Az időpontok közép-európai idő/közép-európai nyári idő szerint értendők.

### A csoport
| Hely. | Csapat            | M | Gy | D | V | G+ | G– | Gk | P  | Továbbjutás                         |  | ARS | DOR | AUX | PSV |
| ----- | ----------------- | - | -- | - | - | -- | -- | -- | -- | ----------------------------------- |  | --- | --- | --- | --- |
| 1.    | Arsenal           | 6 | 3  | 1 | 2 | 9  | 4  | +5 | 10 | Továbbjutott a második csoportkörbe |  | —   | 2–0 | 1–2 | 0–0 |
| 2.    | Borussia Dortmund | 6 | 3  | 1 | 2 | 8  | 7  | +1 | 10 | Továbbjutott a második csoportkörbe |  | 2–1 | —   | 2–1 | 1–1 |
| 3.    | AJ Auxerre        | 6 | 2  | 1 | 3 | 4  | 7  | −3 | 7  | Átkerült az UEFA-kupába             |  | 0–1 | 1–0 | —   | 0–0 |
| 4.    | PSV Eindhoven     | 6 | 1  | 3 | 2 | 5  | 8  | −3 | 6  |                                     |  | 0–4 | 1–3 | 3–0 | —   |

| 2002. szeptember 17. 20:45 |

| AJ Auxerre | 0–0         | PSV Eindhoven |
| ---------- | ----------- | ------------- |
|            | Jegyzőkönyv |               |

| Stade l'Abbé-Deschamps, Auxerre Játékvezető: Alfredo Trentalange (olasz) |

| 2002. szeptember 17. 20:45 |

| Arsenal                    | 2–0               | Borussia Dortmund |
| -------------------------- | ----------------- | ----------------- |
| Bergkamp 62' Ljungberg 77' | (0–0) Jegyzőkönyv |                   |

| Highbury, London Nézőszám: 34 907 Játékvezető: Anders Frisk (svéd) |

| 2002. szeptember 25. 20:45 |

| Borussia Dortmund     | 2–1               | AJ Auxerre  |
| --------------------- | ----------------- | ----------- |
| Koller 6' Amoroso 78' | (1–0) Jegyzőkönyv | Benjani 83' |

| Westfalenstadion, Dortmund Játékvezető: Terje Hauge (norvég) |

| 2002. szeptember 25. 20:45 |

| PSV Eindhoven | 0–4               | Arsenal                                   |
| ------------- | ----------------- | ----------------------------------------- |
|               | (0–1) Jegyzőkönyv | Gilberto 1' Ljungberg 66' Henry 81' 90+2' |

| Philips Stadion, Eindhoven Játékvezető: Lubos Michel (szlovák) |

| 2002. október 2. 20:45 |

| PSV Eindhoven      | 1–3               | Borussia Dortmund                    |
| ------------------ | ----------------- | ------------------------------------ |
| Van der Schaaf 74' | (0–1) Jegyzőkönyv | Koller 21' Rosický 69' Amoroso 90+2' |

| Philips Stadion, Eindhoven Játékvezető: Pierluigi Collina (olasz) |

| 2002. október 2. 20:45 |

| AJ Auxerre | 0–1               | Arsenal            |
| ---------- | ----------------- | ------------------ |
|            | (0–0) Jegyzőkönyv | Gilberto Silva 48' |

| Stade l'Abbé-Deschamps, Auxerre Játékvezető: Frank De Bleeckere (belga) |

| 2002. október 22. 20:45 |

| Borussia Dortmund | 1–1               | PSV Eindhoven |
| ----------------- | ----------------- | ------------- |
| Koller 10'        | (1–0) Jegyzőkönyv | Bruggink 47'  |

| Westfalenstadion, Dortmund Játékvezető: Lucílio Batista (portugál) |

| 2002. október 22. 20:45 |

| Arsenal  | 1–2               | AJ Auxerre         |
| -------- | ----------------- | ------------------ |
| Kanu 53' | (0–2) Jegyzőkönyv | Kapo 8' Fadiga 27' |

| Highbury, London Játékvezető: Domenico Messina (olasz) |

| 2002. október 30. 20:45 |

| PSV Eindhoven                         | 3–0               | AJ Auxerre |
| ------------------------------------- | ----------------- | ---------- |
| Bruggink 34' Rommedahl 48' Robben 64' | (1–0) Jegyzőkönyv |            |

| Philips Stadion, Eindhoven Játékvezető: Knud Erik Fisker (dán) |

| 2002. október 30. 20:45 |

| Borussia Dortmund          | 2–1               | Arsenal   |
| -------------------------- | ----------------- | --------- |
| Rosický 38' 62' (11-esből) | (1–1) Jegyzőkönyv | Henry 18' |

| Westfalenstadion, Dortmund Játékvezető: Manuel Mejuto González (spanyol) |

| 2002. november 12. 20:45 |

| AJ Auxerre  | 1–0               | Borussia Dortmund |
| ----------- | ----------------- | ----------------- |
| Benjani 76' | (0–0) Jegyzőkönyv |                   |

| Stade l'Abbé-Deschamps, Auxerre Játékvezető: Sorin Corpodean (román) |

| 2002. november 12. 20:45 |

| Arsenal | 0–0         | PSV Eindhoven |
| ------- | ----------- | ------------- |
|         | Jegyzőkönyv |               |

| Highbury, London Játékvezető: Tom Henning Øvrebø (norvég) |

### B csoport
| Hely. | Csapat           | M | Gy | D | V | G+ | G– | Gk  | P  | Továbbjutás                         |  | VAL | BSL | LIV | SPM |
| ----- | ---------------- | - | -- | - | - | -- | -- | --- | -- | ----------------------------------- |  | --- | --- | --- | --- |
| 1.    | Valencia CF      | 6 | 5  | 1 | 0 | 17 | 4  | +13 | 16 | Továbbjutott a második csoportkörbe |  | —   | 6–2 | 2–0 | 3–0 |
| 2.    | FC Basel         | 6 | 2  | 3 | 1 | 12 | 12 | 0   | 9  | Továbbjutott a második csoportkörbe |  | 2–2 | —   | 3–3 | 2–0 |
| 3.    | Liverpool FC     | 6 | 2  | 2 | 2 | 12 | 8  | +4  | 8  | Átkerült az UEFA-kupába             |  | 0–1 | 1–1 | —   | 5–0 |
| 4.    | Szpartak Moszkva | 6 | 0  | 0 | 6 | 1  | 18 | −17 | 0  |                                     |  | 0–3 | 0–2 | 1–3 | —   |

| 2002. szeptember 17. 20:45 |

| Valencia CF          | 2–0               | Liverpool FC |
| -------------------- | ----------------- | ------------ |
| Aimar 20' Baraja 38' | (2–0) Jegyzőkönyv |              |

| Mestalla Stadium, Valencia Nézőszám: 43 000 Játékvezető: Herbert Fandel (német) |

| 2002. szeptember 17. 20:45 |

| FC Basel               | 2–0               | Szpartak Moszkva |
| ---------------------- | ----------------- | ---------------- |
| H. Yakin 50' Rossi 55' | (0–0) Jegyzőkönyv |                  |

| St. Jakob-Park, Basel Játékvezető: Claus Bo Larsen (dán) |

| 2002. szeptember 25. 20:45 |

| Szpartak Moszkva | 0–3               | Valencia CF                          |
| ---------------- | ----------------- | ------------------------------------ |
|                  | (0–1) Jegyzőkönyv | Angulo 6' Mista 71' Juan Sánchez 85' |

| Dynamo Stadium, Moszkva Játékvezető: Stéphane Bré (francia) |

| 2002. szeptember 25. 20:45 |

| Liverpool FC | 1–1               | FC Basel  |
| ------------ | ----------------- | --------- |
| Baroš 34'    | (1–1) Jegyzőkönyv | Rossi 43' |

| Anfield, Liverpool Nézőszám: 37 634 Játékvezető: Dick van Egmond (holland) |

| 2002. október 2. 20:45 |

| Liverpool FC                                  | 5–0               | Szpartak Moszkva |
| --------------------------------------------- | ----------------- | ---------------- |
| Heskey 7' 89' Cheyrou 15' Hyypiä 28' Diao 81' | (3–0) Jegyzőkönyv |                  |

| Anfield, Liverpool Nézőszám: 40 812 Játékvezető: Alain Hamer (luxemburgi) |

| 2002. október 2. 20:45 |

| Valencia CF                                              | 6–2               | FC Basel               |
| -------------------------------------------------------- | ----------------- | ---------------------- |
| Carew 10' 13' Aurélio 17' Baraja 28' Aimar 58' Mista 60' | (4–0) Jegyzőkönyv | Rossi 46' H. Yakin 90' |

| Mestalla Stadium, Valencia Játékvezető: Cosimo Bolognino (olasz) |

| 2002. október 22. 20:45 |

| Szpartak Moszkva | 1–3               | Liverpool FC       |
| ---------------- | ----------------- | ------------------ |
| Danishevsky 23'  | (1–1) Jegyzőkönyv | Owen 29' 70' 90+1' |

| Dynamo Stadium, Moszkva Nézőszám: 15 000 Játékvezető: Konrad Plautz (osztrák) |

| 2002. október 22. 20:45 |

| FC Basel      | 2–2               | Valencia CF                 |
| ------------- | ----------------- | --------------------------- |
| Ergić 32' 90' | (1–1) Jegyzőkönyv | Baraja 36' Curro Torres 72' |

| St. Jakob-Park, Basel Játékvezető: Helmut Fleischer (német) |

| 2002. október 30. 20:45 |

| Liverpool FC | 0–1               | Valencia CF |
| ------------ | ----------------- | ----------- |
|              | (0–1) Jegyzőkönyv | Rufete 34'  |

| Anfield, Liverpool Nézőszám: 41 831 Játékvezető: Terje Hauge (norvég) |

| 2002. november 5. 18:00 |

| Szpartak Moszkva | 0–2               | FC Basel              |
| ---------------- | ----------------- | --------------------- |
|                  | (0–1) Jegyzőkönyv | Rossi 18' Giménez 89' |

| Dynamo Stadium, Moszkva Játékvezető: Stuart Dougal (skót) |

| 2002. november 12. 20:45 |

| Valencia CF                      | 3–0               | Szpartak Moszkva |
| -------------------------------- | ----------------- | ---------------- |
| Juan Sánchez 38' 46' Aurélio 78' | (1–0) Jegyzőkönyv |                  |

| Mestalla Stadium, Valencia Játékvezető: Georgios Kasnaferis (görög) |

| 2002. november 12. 20:45 |

| FC Basel                        | 3–3               | Liverpool FC                   |
| ------------------------------- | ----------------- | ------------------------------ |
| Rossi 2' Giménez 22' Atouba 29' | (3–0) Jegyzőkönyv | Murphy 61' Šmicer 64' Owen 85' |

| St. Jakob-Park, Basel Nézőszám: 35 000 Játékvezető: Claude Colombo (francia) |

### C csoport
| Hely. | Csapat      | M | Gy | D | V | G+ | G– | Gk | P | Továbbjutás                         |  | RMA | ROM | AÉK | GNK |
| ----- | ----------- | - | -- | - | - | -- | -- | -- | - | ----------------------------------- |  | --- | --- | --- | --- |
| 1.    | Real Madrid | 6 | 2  | 3 | 1 | 15 | 7  | +8 | 9 | Továbbjutott a második csoportkörbe |  | —   | 0–1 | 2–2 | 6–0 |
| 2.    | AS Roma     | 6 | 2  | 3 | 1 | 3  | 4  | −1 | 9 | Továbbjutott a második csoportkörbe |  | 0–3 | —   | 1–1 | 0–0 |
| 3.    | AÉK         | 6 | 0  | 6 | 0 | 7  | 7  | 0  | 6 | Átkerült az UEFA-kupába             |  | 3–3 | 0–0 | —   | 1–1 |
| 4.    | Genk        | 6 | 0  | 4 | 2 | 2  | 9  | −7 | 4 |                                     |  | 1–1 | 0–1 | 0–0 | —   |

| 2002. szeptember 17. 20:45 |

| KRC Genk | 0–0         | AÉK |
| -------- | ----------- | --- |
|          | Jegyzőkönyv |     |

| Cristal Arena, Genk Játékvezető: Konrad Plautz (osztrák) |

| 2002. szeptember 17. 20:45 |

| AS Roma | 0–3               | Real Madrid           |
| ------- | ----------------- | --------------------- |
|         | (0–1) Jegyzőkönyv | Guti 41' 74' Raúl 56' |

| Olimpiai Stadion, Róma Játékvezető: Markus Merk (német) |

| 2002. szeptember 25. 20:45 |

| Real Madrid                                                             | 6–0               | KRC Genk |
| ----------------------------------------------------------------------- | ----------------- | -------- |
| Zokora 44' (öngól) Salgado 45+1' Figo 55' Guti 64' Celades 74' Raúl 76' | (2–0) Jegyzőkönyv |          |

| Santiago Bernabéu Stadium, Madrid Játékvezető: Knud Erik Fisker (dán) |

| 2002. szeptember 25. 20:45 |

| AÉK | 0–0         | AS Roma |
| --- | ----------- | ------- |
|     | Jegyzőkönyv |         |

| Nikos Goumas Stadium, Athén Játékvezető: Graham Barber (angol) |

| 2002. október 2. 20:45 |

| AÉK                                      | 3–3               | Real Madrid             |
| ---------------------------------------- | ----------------- | ----------------------- |
| Tsiartas 6' Maladenis 25' Nikolaidis 28' | (3–2) Jegyzőkönyv | Zidane 15' 39' Guti 60' |

| Nikos Goumas Stadium, Athén Játékvezető: Valentin Ivanov (orosz) |

| 2002. október 2. 20:45 |

| KRC Genk | 0–1               | AS Roma     |
| -------- | ----------------- | ----------- |
|          | (0–0) Jegyzőkönyv | Cassano 81' |

| Cristal Arena, Genk Játékvezető: Alain Sars (francia) |

| 2002. október 22. 20:45 |

| Real Madrid       | 2–2               | AÉK                         |
| ----------------- | ----------------- | --------------------------- |
| McManaman 24' 43' | (2–0) Jegyzőkönyv | Katsouranis 74' Centeno 86' |

| Santiago Bernabéu Stadium, Madrid Játékvezető: Herbert Fandel (német) |

| 2002. október 22. 20:45 |

| AS Roma | 0–0         | KRC Genk |
| ------- | ----------- | -------- |
|         | Jegyzőkönyv |          |

| Olimpiai Stadion, Róma Játékvezető: Željko Širić (szerb) |

| 2002. október 30. 20:45 |

| AÉK       | 1–1               | KRC Genk  |
| --------- | ----------------- | --------- |
| Lakis 30' | (1–1) Jegyzőkönyv | Sonck 22' |

| Nikos Goumas Stadium, Athén Játékvezető: Massimo Busacca (svájci) |

| 2002. október 30. 20:45 |

| Real Madrid | 0–1               | AS Roma   |
| ----------- | ----------------- | --------- |
|             | (0–1) Jegyzőkönyv | Totti 27' |

| Santiago Bernabéu Stadium, Madrid Nézőszám: 65 000 Játékvezető: Hugh Dallas (skót) |

| 2002. november 12. 20:45 |

| KRC Genk  | 1–1               | Real Madrid |
| --------- | ----------------- | ----------- |
| Sonck 86' | (0–1) Jegyzőkönyv | Tote 21'    |

| Cristal Arena, Genk Játékvezető: Jacek Granat (lengyel) |

| 2002. november 12. 20:45 |

| AS Roma        | 1–1               | AÉK         |
| -------------- | ----------------- | ----------- |
| Delvecchio 40' | (1–0) Jegyzőkönyv | Centeno 90' |

| Olimpiai Stadion, Róma Játékvezető: Stéphane Bré (francia) |

### D csoport
| Hely. | Csapat             | M | Gy | D | V | G+ | G– | Gk | P  | Továbbjutás                         |  | INT | AJX | LYO | ROS |
| ----- | ------------------ | - | -- | - | - | -- | -- | -- | -- | ----------------------------------- |  | --- | --- | --- | --- |
| 1.    | Internazionale     | 6 | 3  | 2 | 1 | 12 | 8  | +4 | 11 | Továbbjutott a második csoportkörbe |  | —   | 1–0 | 1–2 | 3–0 |
| 2.    | Ajax               | 6 | 2  | 2 | 2 | 6  | 5  | +1 | 8  | Továbbjutott a második csoportkörbe |  | 1–2 | —   | 2–1 | 1–1 |
| 3.    | Olympique Lyonnais | 6 | 2  | 2 | 2 | 12 | 9  | +3 | 8  | Átkerült az UEFA-kupába             |  | 3–3 | 0–2 | —   | 5–0 |
| 4.    | Rosenborg          | 6 | 0  | 4 | 2 | 4  | 12 | −8 | 4  |                                     |  | 2–2 | 0–0 | 1–1 | —   |

| 2002. szeptember 17. 20:45 |

| Rosenborg       | 2–2               | Internazionale |
| --------------- | ----------------- | -------------- |
| Karadas 52' 65' | (0–1) Jegyzőkönyv | Crespo 33' 79' |

| Lerkendal Stadion, Trondheim Játékvezető: Juan Fernández Marin (spanyol) |

| 2002. szeptember 17. 20:45 |

| Ajax                | 2–1               | Olympique Lyonnais |
| ------------------- | ----------------- | ------------------ |
| Ibrahimović 11' 34' | (2–0) Jegyzőkönyv | Anderson 84'       |

| Amsterdam Arena, Amszterdam Játékvezető: Mike Riley (angol) |

| 2002. szeptember 25. 20:45 |

| Olympique Lyonnais                                       | 5–0               | Rosenborg |
| -------------------------------------------------------- | ----------------- | --------- |
| Carrière 6' Vairelles 26' 45' Anderson 34' Luyindula 75' | (4–0) Jegyzőkönyv |           |

| Stade de Gerland, Lyon Játékvezető: Franz-Xaver Wack (német) |

| 2002. szeptember 25. 20:45 |

| Internazionale | 1–0               | Ajax |
| -------------- | ----------------- | ---- |
| Crespo 75'     | (0–0) Jegyzőkönyv |      |

| San Siro, Milánó Játékvezető: Stuart Dougal (skót) |

| 2002. október 2. 20:45 |

| Internazionale     | 1–2               | Olympique Lyonnais     |
| ------------------ | ----------------- | ---------------------- |
| Caçapa 73' (öngól) | (0–1) Jegyzőkönyv | Govou 21' Anderson 60' |

| San Siro, Milánó Játékvezető: Manuel Mejuto González (spanyol) |

| 2002. október 2. 20:45 |

| Rosenborg | 0–0         | Ajax |
| --------- | ----------- | ---- |
|           | Jegyzőkönyv |      |

| Lerkendal Stadion, Trondheim Játékvezető: Michal Beneš (cseh) |

| 2002. október 22. 20:45 |

| Olympique Lyonnais            | 3–3               | Internazionale                    |
| ----------------------------- | ----------------- | --------------------------------- |
| Anderson 21' 75' Carrière 44' | (2–1) Jegyzőkönyv | Caçapa 31' (öngól) Crespo 56' 66' |

| Stade de Gerland, Lyon Játékvezető: Kim Milton Nielsen (dán) |

| 2002. október 22. 20:45 |

| Ajax            | 1–1               | Rosenborg             |
| --------------- | ----------------- | --------------------- |
| Ibrahimović 41' | (1–0) Jegyzőkönyv | Enerly 85' (11-esből) |

| Amsterdam Arena, Amszterdam Játékvezető: Arturo Daudén Ibáñez (spanyol) |

| 2002. október 30. 20:45 |

| Internazionale                             | 3–0               | Rosenborg |
| ------------------------------------------ | ----------------- | --------- |
| Recoba 31' Saarinen 52' (öngól) Crespo 72' | (1–0) Jegyzőkönyv |           |

| San Siro, Milánó Játékvezető: Frank De Bleeckere (belga) |

| 2002. október 30. 20:45 |

| Olympique Lyonnais | 0–2               | Ajax                           |
| ------------------ | ----------------- | ------------------------------ |
|                    | (0–1) Jegyzőkönyv | Pienaar 7' Van der Vaart 90+3' |

| Stade de Gerland, Lyon Játékvezető: Kyros Vassaras (görög) |

| 2002. november 12. 20:45 |

| Rosenborg     | 1–1               | Olympique Lyonnais |
| ------------- | ----------------- | ------------------ |
| Brattbakk 69' | (0–0) Jegyzőkönyv | Govou 84'          |

| Lerkendal Stadion, Trondheim Játékvezető: Hugh Dallas (skót) |

| 2002. november 12. 20:45 |

| Ajax                | 1–2               | Internazionale |
| ------------------- | ----------------- | -------------- |
| Van der Vaart 90+4' | (0–0) Jegyzőkönyv | Crespo 50' 52' |

| Amsterdam Arena, Amszterdam Játékvezető: Urs Meier (svájci) |

### E csoport
| Hely. | Csapat           | M | Gy | D | V | G+ | G– | Gk | P  | Továbbjutás                         |  | JUV | NEW | DKV | FEY |
| ----- | ---------------- | - | -- | - | - | -- | -- | -- | -- | ----------------------------------- |  | --- | --- | --- | --- |
| 1.    | Juventus         | 6 | 4  | 1 | 1 | 12 | 3  | +9 | 13 | Továbbjutott a második csoportkörbe |  | —   | 2–0 | 5–0 | 2–0 |
| 2.    | Newcastle United | 6 | 3  | 0 | 3 | 6  | 8  | −2 | 9  | Továbbjutott a második csoportkörbe |  | 1–0 | —   | 2–1 | 0–1 |
| 3.    | Dinamo Kijiv     | 6 | 2  | 1 | 3 | 6  | 9  | −3 | 7  | Átkerült az UEFA-kupába             |  | 1–2 | 2–0 | —   | 2–0 |
| 4.    | Feyenoord        | 6 | 1  | 2 | 3 | 4  | 8  | −4 | 5  |                                     |  | 1–1 | 2–3 | 0–0 | —   |

| 2002. szeptember 18. 20:45 |

| Feyenoord         | 1–1               | Juventus       |
| ----------------- | ----------------- | -------------- |
| Van Hooijdonk 75' | (0–1) Jegyzőkönyv | Camoranesi 32' |

| De Kuip, Rotterdam Játékvezető: Antonio López Nieto (spanyol) |

| 2002. szeptember 18. 20:45 |

| Dinamo Kijiv                  | 2–0               | Newcastle United |
| ----------------------------- | ----------------- | ---------------- |
| Shatskikh 17' Khatskevich 62' | (1–0) Jegyzőkönyv |                  |

| Olimpiyskiy NSC, Kijev Játékvezető: Eduardo Iturralde González (spanyol) |

| 2002. szeptember 24. 20:45 |

| Newcastle United | 0–1               | Feyenoord |
| ---------------- | ----------------- | --------- |
|                  | (0–1) Jegyzőkönyv | Pardo 4'  |

| St James' Park, Newcastle Játékvezető: Claude Colombo (francia) |

| 2002. szeptember 24. 20:45 |

| Juventus                                            | 5–0               | Dinamo Kijiv |
| --------------------------------------------------- | ----------------- | ------------ |
| Di Vaio 14' 52' Del Piero 22' Davids 67' Nedvěd 79' | (2–0) Jegyzőkönyv |              |

| Stadio delle Alpi, Torino Játékvezető: Wolfgang Stark (német) |

| 2002. október 1. 20:45 |

| Juventus          | 2–0               | Newcastle United |
| ----------------- | ----------------- | ---------------- |
| Del Piero 66' 81' | (0–0) Jegyzőkönyv |                  |

| Stadio delle Alpi, Torino Játékvezető: René Temmink (holland) |

| 2002. október 1. 20:45 |

| Feyenoord | 0–0         | Dinamo Kijiv |
| --------- | ----------- | ------------ |
|           | Jegyzőkönyv |              |

| De Kuip, Rotterdam Játékvezető: Tom Henning Øvrebø (norvég) |

| 2002. október 23. 20:45 |

| Newcastle United | 1–0               | Juventus |
| ---------------- | ----------------- | -------- |
| Griffin 62'      | (0–0) Jegyzőkönyv |          |

| St James' Park, Newcastle Játékvezető: Rune Pedersen (norvég) |

| 2002. október 23. 20:45 |

| Dinamo Kijiv                   | 2–0               | Feyenoord |
| ------------------------------ | ----------------- | --------- |
| Khatskevich 16' Byalkevich 47' | (1–0) Jegyzőkönyv |           |

| Olimpiyskiy NSC, Kijev Játékvezető: Markus Merk (német) |

| 2002. október 29. 20:45 |

| Juventus       | 2–0               | Feyenoord |
| -------------- | ----------------- | --------- |
| Di Vaio 4' 69' | (1–0) Jegyzőkönyv |           |

| Stadio delle Alpi, Torino Játékvezető: Gilles Veissiere (francia) |

| 2002. október 29. 20:45 |

| Newcastle United                 | 2–1               | Dinamo Kijiv  |
| -------------------------------- | ----------------- | ------------- |
| Speed 58' Shearer 69' (11-esből) | (0–0) Jegyzőkönyv | Shatskikh 47' |

| St James' Park, Newcastle Játékvezető: Juan Fernández Marin (spanyol) |

| 2002. november 13. 20:45 |

| Feyenoord                | 2–3               | Newcastle United              |
| ------------------------ | ----------------- | ----------------------------- |
| Bombarda 65' Lurling 71' | (0–1) Jegyzőkönyv | Bellamy 45+1' 90+1' Viana 49' |

| De Kuip, Rotterdam Játékvezető: Franz-Xaver Wack (német) |

| 2002. november 13. 20:45 |

| Dinamo Kijiv  | 1–2               | Juventus               |
| ------------- | ----------------- | ---------------------- |
| Shatskikh 50' | (0–0) Jegyzőkönyv | Salas 53' Zalayeta 61' |

| Olimpiyskiy NSC, Kijev Játékvezető: Claus Bo Larsen (dán) |

### F csoport
| Hely. | Csapat            | M | Gy | D | V | G+ | G– | Gk | P  | Továbbjutás                         |  | MUN | LEV | MHA | OLY |
| ----- | ----------------- | - | -- | - | - | -- | -- | -- | -- | ----------------------------------- |  | --- | --- | --- | --- |
| 1.    | Manchester United | 6 | 5  | 0 | 1 | 16 | 8  | +8 | 15 | Továbbjutott a második csoportkörbe |  | —   | 2–0 | 5–2 | 4–0 |
| 2.    | Bayer Leverkusen  | 6 | 3  | 0 | 3 | 9  | 11 | −2 | 9  | Továbbjutott a második csoportkörbe |  | 1–2 | —   | 2–1 | 2–0 |
| 3.    | Makkabi Haifa     | 6 | 2  | 1 | 3 | 12 | 12 | 0  | 7  | Átkerült az UEFA-kupába             |  | 3–0 | 0–2 | —   | 3–0 |
| 4.    | Olimbiakósz       | 6 | 1  | 1 | 4 | 11 | 17 | −6 | 4  |                                     |  | 2–3 | 6–2 | 3–3 | —   |

| 2002. szeptember 18. 20:45 |

| Manchester United                                                         | 5–2               | Makkabi Haifa      |
| ------------------------------------------------------------------------- | ----------------- | ------------------ |
| Giggs 10' Solskjær 35' Verón 46' Van Nistelrooy 54' Forlán 89' (11-esből) | (2–1) Jegyzőkönyv | Katan 8' Cohen 85' |

| Old Trafford, Manchester Nézőszám: 63 479 Játékvezető: Paul Allaerts (belga) |

| 2002. szeptember 18. 20:45 |

| Olimbiakósz                                                                          | 6–2               | Bayer Leverkusen                                     |
| ------------------------------------------------------------------------------------ | ----------------- | ---------------------------------------------------- |
| Kleine 27' (öngól) Giannakopoulos 38' Đorđević 44' 64' (11-esből) 73' Zetterberg 87' | (3–1) Jegyzőkönyv | Eleftheropoulos 22' (öngól) Schneider 78' (11-esből) |

| Georgios Kamaras Stadium, Athén Játékvezető: Arturo Dauden Ibañez (spanyol) |

| 2002. szeptember 24. 20:45 |

| Bayer Leverkusen | 1–2               | Manchester United      |
| ---------------- | ----------------- | ---------------------- |
| Berbatov 52'     | (0–2) Jegyzőkönyv | Van Nistelrooy 31' 44' |

| BayArena, Leverkusen Játékvezető: Jan Wegereef (holland) |

| 2002. szeptember 24. 20:45 |

| Makkabi Haifa                 | 3–0               | Olimbiakósz |
| ----------------------------- | ----------------- | ----------- |
| Yakubu 27' (11-esből) 60' 86' | (1–0) Jegyzőkönyv |             |

| GSP Stadium, Nicosia Nézőszám: 14 000 Játékvezető: Massimo De Santis (olasz) |

| 2002. október 1. 20:45 |

| Makkabi Haifa | 0–2               | Bayer Leverkusen |
| ------------- | ----------------- | ---------------- |
|               | (0–1) Jegyzőkönyv | Babić 31' 64'    |

| GSP Stadium, Nicosia Nézőszám: 5000 Játékvezető: Jacek Granat (lengyel) |

| 2002. október 1. 20:45 |

| Manchester United                                       | 4–0               | Olimbiakósz |
| ------------------------------------------------------- | ----------------- | ----------- |
| Giggs 19' Verón 26' Anatolakis 66' (öngól) Solskjær 77' | (2–0) Jegyzőkönyv |             |

| Old Trafford, Manchester Játékvezető: Gilles Veissiere (francia) |

| 2002. október 23. 20:45 |

| Bayer Leverkusen   | 2–1               | Makkabi Haifa |
| ------------------ | ----------------- | ------------- |
| Babić 45' Juan 67' | (1–0) Jegyzőkönyv | Pralija 53'   |

| BayArena, Leverkusen Nézőszám: 22 000 Játékvezető: Eric Poulat (francia) |

| 2002. október 23. 20:45 |

| Olimbiakósz              | 2–3               | Manchester United               |
| ------------------------ | ----------------- | ------------------------------- |
| Choutos 70' Đorđević 74' | (0–1) Jegyzőkönyv | Blanc 21' Verón 59' Scholes 84' |

| Georgios Kamaras Stadium, Athén Játékvezető: Pierluigi Collina (olasz) |

| 2002. október 29. 20:45 |

| Makkabi Haifa                                | 3–0               | Manchester United |
| -------------------------------------------- | ----------------- | ----------------- |
| Katan 40' Žutautas 56' Yakubu 77' (11-esből) | (1–0) Jegyzőkönyv |                   |

| GSP Stadium, Nicosia Nézőszám: 22 000 Játékvezető: Antonio Jesús López Nieto (spanyol) |

| 2002. október 29. 20:45 |

| Bayer Leverkusen                  | 2–0               | Olimbiakósz |
| --------------------------------- | ----------------- | ----------- |
| Juan 14' Schneider 90' (11-esből) | (1–0) Jegyzőkönyv |             |

| BayArena, Leverkusen Játékvezető: Alfredo Trentalange (olasz) |

| 2002. november 13. 20:45 |

| Manchester United            | 2–0               | Bayer Leverkusen |
| ---------------------------- | ----------------- | ---------------- |
| Verón 42' Van Nistelrooy 69' | (1–0) Jegyzőkönyv |                  |

| Old Trafford, Manchester Játékvezető: Vladimír Hriňák (szlovák) |

| 2002. november 13. 20:45 |

| Olimbiakósz                            | 3–3               | Makkabi Haifa                 |
| -------------------------------------- | ----------------- | ----------------------------- |
| Alexandris 37' Niniadis 51' Antzas 79' | (1–3) Jegyzőkönyv | Badir 9' Yakubu 10' Katan 41' |

| Georgios Kamaras Stadium, Athén Nézőszám: 14 500 Játékvezető: Rene Temmink (holland) |

### G csoport
| Hely. | Csapat              | M | Gy | D | V | G+ | G– | Gk | P  | Továbbjutás                         |  | MIL | DEP | LEN | BAY |
| ----- | ------------------- | - | -- | - | - | -- | -- | -- | -- | ----------------------------------- |  | --- | --- | --- | --- |
| 1.    | AC Milan            | 6 | 4  | 0 | 2 | 12 | 7  | +5 | 12 | Továbbjutott a második csoportkörbe |  | —   | 1–2 | 2–1 | 2–1 |
| 2.    | Deportivo La Coruña | 6 | 4  | 0 | 2 | 11 | 12 | −1 | 12 | Továbbjutott a második csoportkörbe |  | 0–4 | —   | 3–1 | 2–1 |
| 3.    | Lens                | 6 | 2  | 2 | 2 | 11 | 11 | 0  | 8  | Átkerült az UEFA-kupába             |  | 2–1 | 3–1 | —   | 1–1 |
| 4.    | Bayern München      | 6 | 0  | 2 | 4 | 9  | 13 | −4 | 2  |                                     |  | 1–2 | 2–3 | 3–3 | —   |

| 2002. szeptember 18. 20:45 |

| Bayern München             | 2–3               | Deportivo La Coruña  |
| -------------------------- | ----------------- | -------------------- |
| Salihamidžić 57' Élber 64' | (0–2) Jegyzőkönyv | Makaay 12' 45+1' 77' |

| Olympiastadion, München Játékvezető: Graham Poll (angol) |

| 2002. szeptember 18. 20:45 |

| AC Milan        | 2–1               | RC Lens     |
| --------------- | ----------------- | ----------- |
| Inzaghi 57' 61' | (0–0) Jegyzőkönyv | Moreira 75' |

| San Siro, Milánó Játékvezető: Kyros Vassaras (görög) |

| 2002. szeptember 24. 20:45 |

| RC Lens   | 1–1               | Bayern München |
| --------- | ----------------- | -------------- |
| Utaka 76' | (0–1) Jegyzőkönyv | Linke 23'      |

| Stade Félix-Bollaert, Lens Játékvezető: Lucílio Batista (portugál) |

| 2002. szeptember 24. 20:45 |

| Deportivo La Coruña | 0–4               | AC Milan                        |
| ------------------- | ----------------- | ------------------------------- |
|                     | (0–2) Jegyzőkönyv | Seedorf 17' Inzaghi 33' 55' 62' |

| Estadio Riazor, A Coruña Nézőszám: 32 000 Játékvezető: Kim Milton Nielsen (dán) |

| 2002. október 1. 20:45 |

| Deportivo La Coruña                | 3–1               | RC Lens     |
| ---------------------------------- | ----------------- | ----------- |
| Makaay 41' Capdevila 79' César 84' | (1–1) Jegyzőkönyv | Moreira 10' |

| Estadio Riazor, A Coruña Játékvezető: Rune Pedersen (norvég) |

| 2002. október 1. 20:45 |

| Bayern München | 1–2               | AC Milan        |
| -------------- | ----------------- | --------------- |
| Pizarro 54'    | (0–0) Jegyzőkönyv | Inzaghi 52' 84' |

| Olympiastadion, München Játékvezető: Hugh Dallas (skót) |

| 2002. október 23. 20:45 |

| RC Lens                               | 3–1               | Deportivo La Coruña |
| ------------------------------------- | ----------------- | ------------------- |
| Coulibaly 61' Moreira 79' Thomert 84' | (0–1) Jegyzőkönyv | Makaay 15'          |

| Stade Félix-Bollaert, Lens Játékvezető: Valentin Ivanov (orosz) |

| 2002. október 23. 20:45 |

| AC Milan                 | 2–1               | Bayern München |
| ------------------------ | ----------------- | -------------- |
| Serginho 11' Inzaghi 64' | (1–1) Jegyzőkönyv | Tarnat 23'     |

| San Siro, Milánó Játékvezető: Lubos Michel (szlovák) |

| 2002. október 29. 20:45 |

| Deportivo La Coruña    | 2–1               | Bayern München |
| ---------------------- | ----------------- | -------------- |
| Sánchez 54' Makaay 89' | (0–0) Jegyzőkönyv | Santa Cruz 77' |

| Estadio Riazor, A Coruña Játékvezető: Anders Frisk (svéd) |

| 2002. október 29. 20:45 |

| RC Lens               | 2–1               | AC Milan       |
| --------------------- | ----------------- | -------------- |
| Moreira 41' Utaka 49' | (1–1) Jegyzőkönyv | Shevchenko 31' |

| Stade Félix-Bollaert, Lens Játékvezető: Graham Barber (angol) |

| 2002. november 13. 20:45 |

| Bayern München                             | 3–3               | RC Lens                                   |
| ------------------------------------------ | ----------------- | ----------------------------------------- |
| R. Kovač 6' Warmuz 19' (öngól) Feulner 87' | (2–1) Jegyzőkönyv | Fink 20' (öngól) Bakari 54' Blanchard 90' |

| Olympiastadion, München Játékvezető: Paul Allaerts (belga) |

| 2002. november 13. 20:45 |

| AC Milan     | 1–2               | Deportivo La Coruña    |
| ------------ | ----------------- | ---------------------- |
| Tomasson 34' | (1–0) Jegyzőkönyv | Tristán 58' Makaay 70' |

| San Siro, Milánó Nézőszám: 56 294 Játékvezető: Mike Riley (angol) |

### H csoport
| Hely. | Csapat             | M | Gy | D | V | G+ | G– | Gk | P  | Továbbjutás                         |  | BAR | LMO | BRU | GAL |
| ----- | ------------------ | - | -- | - | - | -- | -- | -- | -- | ----------------------------------- |  | --- | --- | --- | --- |
| 1.    | FC Barcelona       | 6 | 6  | 0 | 0 | 13 | 4  | +9 | 18 | Továbbjutott a második csoportkörbe |  | —   | 1–0 | 3–2 | 3–1 |
| 2.    | Lokomotyiv Moszkva | 6 | 2  | 1 | 3 | 5  | 7  | −2 | 7  | Továbbjutott a második csoportkörbe |  | 1–3 | —   | 2–0 | 0–2 |
| 3.    | Club Brugge        | 6 | 1  | 2 | 3 | 5  | 7  | −2 | 5  | Átkerült az UEFA-kupába             |  | 0–1 | 0–0 | —   | 3–1 |
| 4.    | Galatasaray SK     | 6 | 1  | 1 | 4 | 5  | 10 | −5 | 4  |                                     |  | 0–2 | 1–2 | 0–0 | —   |

| 2002. szeptember 18. 18:00 |

| Lokomotyiv Moszkva | 0–2               | Galatasaray        |
| ------------------ | ----------------- | ------------------ |
|                    | (0–0) Jegyzőkönyv | Sarr 72' Erdem 81' |

| Lokomotiv Stadion, Moszkva Játékvezető: Massimo Busacca (svájci) |

| 2002. szeptember 18. 20:45 |

| FC Barcelona                             | 3–2               | Club Brugge                         |
| ---------------------------------------- | ----------------- | ----------------------------------- |
| Luis Enrique 5' Mendieta 40' Saviola 44' | (3–1) Jegyzőkönyv | Simons 22' (11-esből) Englebert 85' |

| Camp Nou, Barcelona Játékvezető: Helmut Fleischer (német) |

| 2002. szeptember 24. 20:45 |

| Club Brugge | 0–0         | Lokomotyiv Moszkva |
| ----------- | ----------- | ------------------ |
|             | Jegyzőkönyv |                    |

| Jan Breydel Stadium, Brugge Játékvezető: Paulo Costa (portugál) |

| 2002. szeptember 24. 20:45 |

| Galatasaray | 0–2               | FC Barcelona                  |
| ----------- | ----------------- | ----------------------------- |
|             | (0–1) Jegyzőkönyv | Kluivert 27' Luis Enrique 59' |

| Ali Sami Yen Stadium, Isztambul Játékvezető: Domenico Messina (olasz) |

| 2002. október 1. 18:00 |

| Lokomotyiv Moszkva | 1–3               | FC Barcelona                 |
| ------------------ | ----------------- | ---------------------------- |
| Obiorah 56'        | (0–2) Jegyzőkönyv | Kluivert 29' Saviola 32' 49' |

| Lokomotiv Stadion, Moszkva Játékvezető: Mike McCurry (skót) |

| 2002. október 1. 20:45 |

| Galatasaray | 0–0         | Club Brugge |
| ----------- | ----------- | ----------- |
|             | Jegyzőkönyv |             |

| Ali Sami Yen Stadium, Isztambul Játékvezető: Eric Poulat (francia) |

| 2002. október 23. 20:45 |

| Club Brugge                               | 3–1               | Galatasaray     |
| ----------------------------------------- | ----------------- | --------------- |
| Martens 45+1' Verheyen 72' Sæternes 90+1' | (1–0) Jegyzőkönyv | Fabio Pinto 56' |

| Jan Breydel Stadium, Brugge Játékvezető: Massimo De Santis (olasz) |

| 2002. október 23. 20:45 |

| FC Barcelona | 1–0               | Lokomotyiv Moszkva |
| ------------ | ----------------- | ------------------ |
| de Boer 76'  | (0–0) Jegyzőkönyv |                    |

| Camp Nou, Barcelona Játékvezető: Alain Hamer (luxemburgi) |

| 2002. október 29. 20:45 |

| Galatasaray | 1–2               | Lokomotyiv Moszkva       |
| ----------- | ----------------- | ------------------------ |
| Şaş 73'     | (0–0) Jegyzőkönyv | Loskov 70' Jevszejev 75' |

| Ali Sami Yen Stadium, Isztambul Játékvezető: Wolfgang Stark (német) |

| 2002. október 29. 20:45 |

| Club Brugge | 0–1               | FC Barcelona |
| ----------- | ----------------- | ------------ |
|             | (0–0) Jegyzőkönyv | Riquelme 64' |

| Jan Breydel Stadium, Brugge Játékvezető: Graham Poll (angol) |

| 2002. november 13. 19:15 |

| Lokomotyiv Moszkva           | 2–0               | Club Brugge |
| ---------------------------- | ----------------- | ----------- |
| Júlio César 44' Loskov 90+2' | (1–0) Jegyzőkönyv |             |

| Lokomotiv Stadion, Moszkva Játékvezető: Alain Sars (francia) |

| 2002. november 13. 19:15 |

| FC Barcelona                            | 3–1               | Galatasaray |
| --------------------------------------- | ----------------- | ----------- |
| Dani García 10' Gerard 44' Geovanni 56' | (2–1) Jegyzőkönyv | Cihan 20'   |

| Camp Nou, Barcelona Játékvezető: Dick van Egmond (holland) |